# Bogumił Wilkoszewski
Bogumił Wilkoszewski (ur. 1888 w Rudzie Pabianickiej, zm. 1971) – wykładowca, zastępca profesora Politechniki Łódzkiej.

## Życiorys
Studiował w Uniwersytecie Genewskim, gdzie uzyskał dyplom inżyniera chemika, a w 1917 roku na Wydziale Przyrodniczym tegoż Uniwersytetu stopień naukowy doktora. Następnie pracował jako kierownik laboratorium Chemii Fizjologicznej na Wydziale Medycznym Uniwersytetu w Genewie. Po powrocie do Polski w 1920 roku pracował jako dyrektor gimnazjów i profesor chemii w Grodnie, Warszawie i Łodzi. Od 1938 roku do wybuchu wojny był naczelnikiem Wydziału Oświaty i Kultury Zarządu Miejskiego w Łodzi. W czasie wojny pracował jako profesor chemii nieorganicznej i analitycznej w Państwowej Szkole Chemiczno-Ceramicznej w Warszawie. Od 2 lutego 1945 roku pełnił funkcję kierownika „Referatu do spraw związanych z organizacją szkół wyższych” Wydziału Oświaty Zarządu Miejskiego Łodzi. Położył wielkie zasługi w pierwszym okresie organizacji, budowy i wyposażenia Politechniki Łódzkiej. 1 lipca 1945 roku objął stanowisko zastępcy profesora i kierownika Zakładu, a następnie Katedry Chemii Ogólnej na Wydziale Chemicznym Politechniki Łódzkiej, na którym pracował do 1953 roku.